# 奧梅特佩島

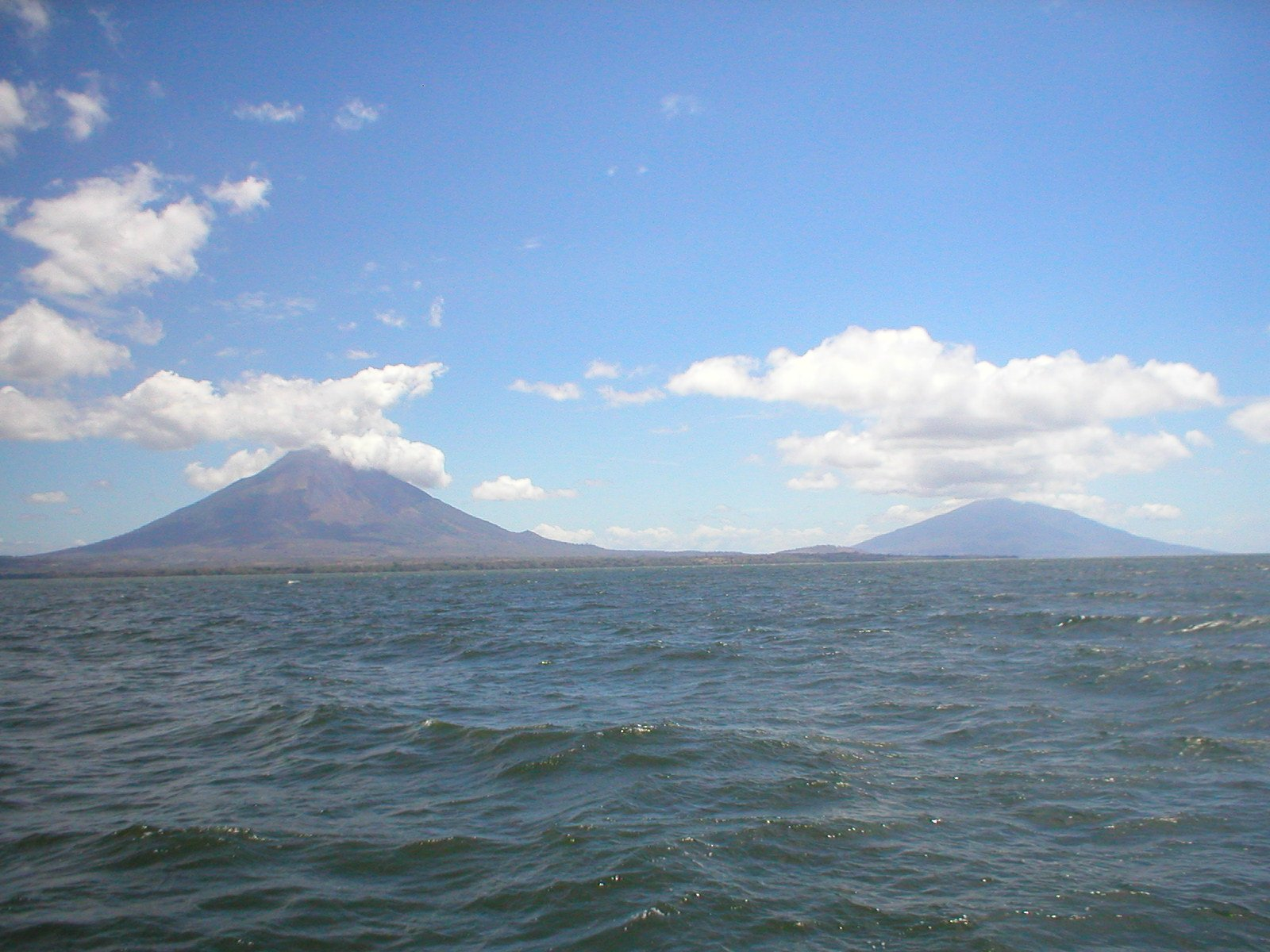
奧梅特佩島上的康塞普西翁火山和馬德拉斯火山

奧梅特佩島（西班牙語：La Isla de Ometepe）是尼加拉瓜的島嶼，位於尼加拉瓜湖，由2座相連的火山康塞普西翁火山和馬德拉斯火山組成，長31公里、寬10公里，面積276平方公里，最高點海拔高度1,610米，主要經濟活動有畜牧業、農業和旅遊業，2005年人口29,684。

## 外部連結
- Ometepe Travel Guide （页面存档备份，存于）
- Backpacking in Ometepe （页面存档备份，存于）
- General and historical information
- Petroglyphs （页面存档备份，存于）
- Archeology
- Photos of Ometepe （页面存档备份，存于）
- Bainbridge Ometepe Sister Islands Association（页面存档备份，存于）
- Welcome to Ometepe
- Tourist Guide (Bilingual English/Spanish)

11°30′N 85°35′W / 11.500°N 85.583°W